# بيريغو ماري
بيريغو ماري هي قرية تقع في إقليم أراد في رومانيا. تبعد عن أراد 38 كم.

## السكان
حسب إحصائيات 2002 بلغ عدد سكان القرية 1,800 نسمة.